# 사움
사움(아랍어: صوم)은 단식을 뜻하는 말로 이슬람 교도에게 부과된 기본적인 종교적 의무이다.
무함마드는 헤지라 직후에 제1월의 10일 동안을 단식일로 제정하였는데 그로부터 1년 반 뒤에 이를 개정하여 제9월 라마단 월(月) 전체를 단식의 날로 정하였다. 이 사이에는 새벽부터 해가 질 때까지 음식과 성교를 피하지 않으면 안 된다. 병자·임신부·여행자는 단식이 면제되지만 다음에 그 일부에 해당하는 만큼의 단식을 하지 않으면 안 되었다. 근대에 있어서는 담배도 이 기간 동안에는 피우지 말아야 했다.
정규적인 단식 이외에 자발적인 단식도 수시로 행하여지며 이것에 도덕적 의미가 부여되었다. 단식으로 일 년 동안에 저지른 죄가 보상된다는 것이 그 근본 관념이다. 이슬람교의 전설에 의하면 "라마단의 사이, 천국 문이 열리고 지옥 문은 닫히며 진이 쇠사슬에 묶이게 된다", "단식은 신심(信心)의 문이다", "단식을 하면 두 가지 즐거움을 갖게 된다. 하나는 단식을 끝마쳤을 때 갖는 즐거움이고 또 하나는 하나님과 만날 수 있다는 것이다"라고 단식의 의미를 가르치고 있다.
단식을 하는 것은 세 가지의 정신적 서클로 나눌 수 있는데 하나는 일반 신도가 욕망에 지지 않게 해 주며, 둘째로는 지도층에 있는 자들은 일반 신도들을 죄로부터 멀리하게 할 수 있는 것이고, 셋째로 가장 높은 위치에 있는 자는 모든 욕망, 속된 생각, 그리고 신에 속하지 않은 모든 것으로부터 멀어질 수 있다는 것이다. 단식을 축제일에 하는 것은 죄가 된다고 생각하였다. 단식은 생산을 저하시키므로 현대에 와서 튀니지의 부르기바 대통령은 단식의 중지를 호소하고 경제적 후진성을 탈피하자고 역설했다. 